# 켄 (1992년)
켄(본명: 이재환, 1992년 4월 6일 ~ )는 대한민국의 보이 그룹 빅스의 메인보컬을 맡고 있다.

## 학력
- 서울신양초등학교
- 광양중학교
- 광양고등학교
- 백석대학교 실용음악학과 (학사)
- 우석대학교 공연예술뮤지컬

## 음반
| 번호 | 음반 정보                                                  | 트랙 리스트                                       |
| ---- | ---------------------------------------------------------- | ------------------------------------------------- |
| 1    | 《상속자들 OST Part.3》 - 발매일: 2013년 10월 24일         | 1. Moment 2. 사랑이라는 이름으로 3. 두 사람       |
| 2    | 《운명처럼 널 사랑해 OST Part.5》 - 발매일: 2014년 8월 7일 | 1. My Girl 뮤직비디오 2. My Girl (Inst.)          |
| 3    | 《빈틈》 - 발매일: 2015년 6월 24일                         | 1. 빈틈(Feat. EXID 하니)                          |
| 4    | 《무림학교 OST Part.4》 - 발매일: 2016년 2월 22일          | 1. 그댈보면 (Male Ver.) 2. 그댈보면 (Female Ver.) |
| 5    | 《2016 월간 윤종신 5월호》 - 발매일: 2016년 5월 30일       | 1. 늦잠 뮤직비디오                                |
| 6    | 《푸른 바다의 전설 OST Part.7》 - 발매일: 2016년 12월 22일 | 1. 바보야 2. 바보야 (Inst.)                       |

## 가수 외 활동

### 드라마 & 시트콤
- 《하숙 24번지》 (2014년, MBC EVERY1) - 이재환 역
- 《딴따라》 (2016년, SBS) - 더 쇼 MC 역

### 뮤지컬
- 《체스》 (2015년, 세종문화회관 대극장) - 아나톨리 역
- 《신데렐라》(2015년, 충무아트홀) - 크리스토퍼 왕자 역
- 《꽃보다 남자》 (2017년, 홍익대학교 대학로아트센터) - 도묘지 츠카사 역
- 《햄릿》 (2017년, 디큐브 아트센터) - 햄릿 역
- 《타이타닉》 (2017년, 샤롯데씨어터) - 화부 프레드릭 바렛 역
- 《아이언 마스크》 (2018년, 광림아트센터) - 루이, 필립 역
- 《광염소나타》 (2018년, 오사카 산케이 홀 브리제/휼릭홀 도쿄) - S 역
- 《잭 더 리퍼》 (2019, 올림픽공원 우리금융아트홀) 다니엘 역
- 《메피스토》 (2019년, 광림아트센터) - 메피스토 역
- 《드라큘라》 (2019년, 한전아트센터) - 드라큘라역
- 《셜롬홈즈:사라진 아이들》 (2020년, 광림아트센터) - 클라이브 역
- 《인간의 법정》 (2022년, 대학로아트원씨어터) - 아오 역
- 《노트르담 드 파리》 (2024년, 세종문화회관) - 페뷔스 역
- 《고스트 베이커리》 (2024년, 두산아트선터) - 유령역

### 예능 프로그램
- 2012년 KBS 출발드림팀 시즌 2
- 2014년 MBC 세바퀴
- 2013년 MBC 대한민국 미술 아이돌 소문난 대회 다! 모여라
- 2013년 TVN 퍼펙트 싱어 VS
- 2015년 KBS 안녕하세요
- 2015년 KBS 아이돌 전국 노래자랑
- 2015년 MBC 복면가왕 - 파송송 계란탁
- 2016년 MBC 듀엣가요제
- 2016년 KBS 안녕하세요
- 2017년 KBS 노래싸움 승부
- 2019년 MBC 복면가왕 - 지옥에서 온 메탈보이 < 참가자 >
- 2019년 KBS 해피투게더
- 2020년 Mnet Tmi news